# Koszary we Wrześni
Zespół koszar we Wrześni - dawne koszary pruskie we Wrześni, zbudowane na początku XX wieku (1902–1910), przy obecnej ulicy Kościuszki (daw. Kaiser-Wilhelm-Strasse).

## Opis
Przy ulicy Koszarowej i Kościuszki we Wrześni znajduje się zespół koszar pruskich, wybudowanych w latach 1902-1910. W zespole koszarowym znajduje się zabytkowa wozownia wpisana do rejestru zabytków.

## Historia
W 1902 na południowo-wschodnim krańcu Wrześni rozpoczęto budowę koszar. Na początku powstały zabudowania przy ulicy Kościuszki, dopiero później budynki w głębi posesji, które zastąpiły poprzednie zabudowania. Budowa trwała do 1910. Działka zajmowała powierzchnie około 12 hektarów, jej kształt był zbliżony do kwadratu. Posesja została ogrodzona parkanem z metalowych krat osadzonych pomiędzy słupkami z cegieł.

## Wozownia
Na terenie koszar znajduje się zabytkowa wozownia, wpisana do rejestru zabytków w 1996.

## Zagospodarowanie
W okresie dwudziestolecia międzywojennego w koszarach od 1921 stacjonował 68 Pułk Piechoty Wojska Polskiego. Po II wojnie światowej w koszarach początkowo stacjonowało Wojsko Polskie, później, aż do 1992 stacjonowała Armia Radziecka. W tym czasie przeprowadzono szereg prac remontowych i modernizacyjnych, które zmieniły znacznie wygląd koszar, wiele obiektów utraciło swoje funkcje lub przestały istnieć, powstało także wiele nowych. Z terenu koszar została wyłączona część południowo-zachodnia z zespołem pięciu domów oficerskich, południowa z jednym z bloków żołnierskich i magazynem mundurowym. Po 1992 rozpoczęto prace, mające na celu zaadaptowanie pomieszczeń do nowych funkcji. W bloku żołnierskim mieści się aktualnie Zespół Szkół Zawodowych nr 2 im. Powstańców Wielkopolskich, w hali ćwiczeń znajduje się pływalnia. Pozostałe budynki przeznaczono dla celów mieszkaniowych. Droga wewnętrzna kompleksu koszarowego nosi obecnie nazwę ulicy Koszarowej.

## Galeria

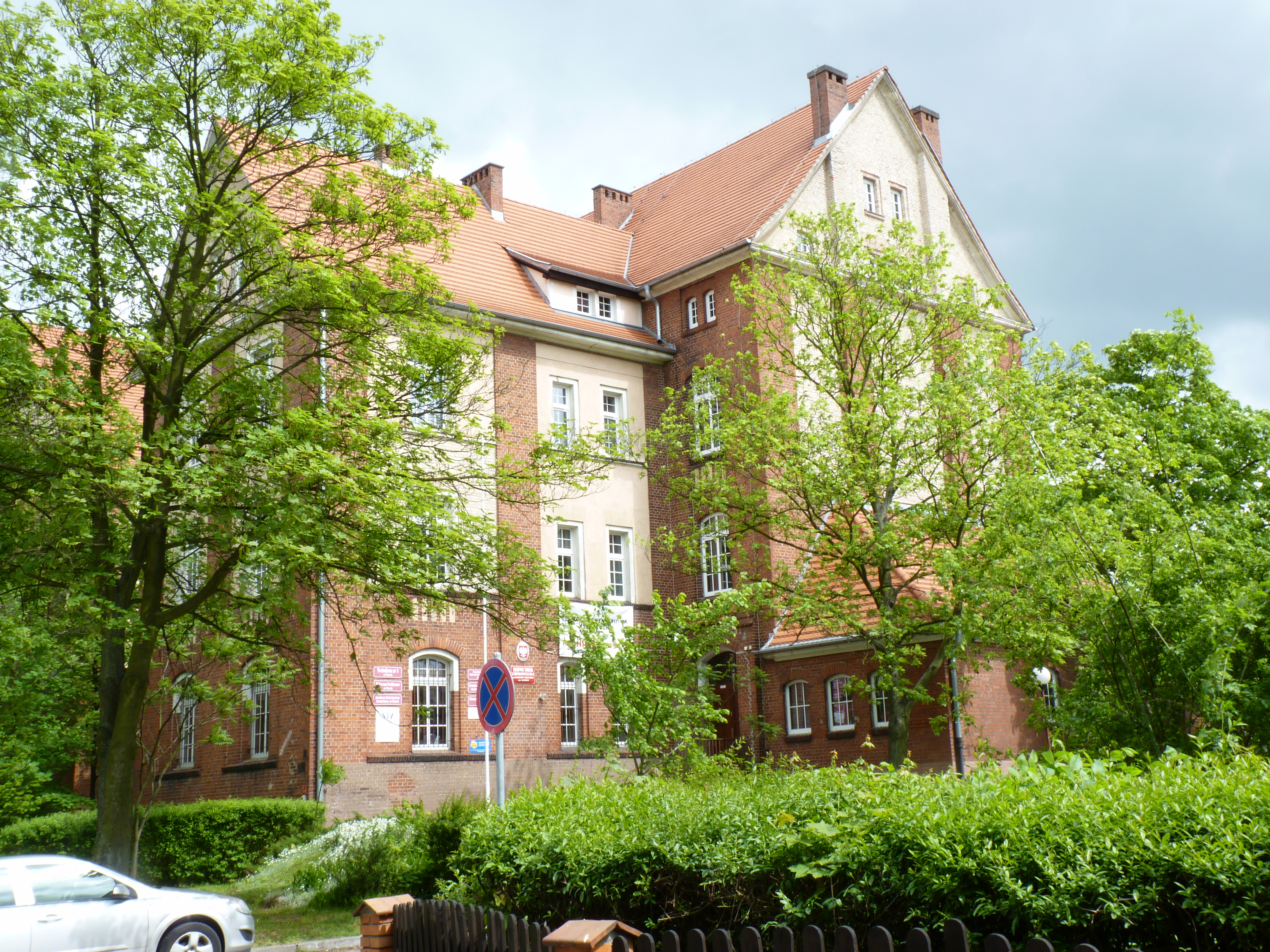
Budynek dawnych koszar
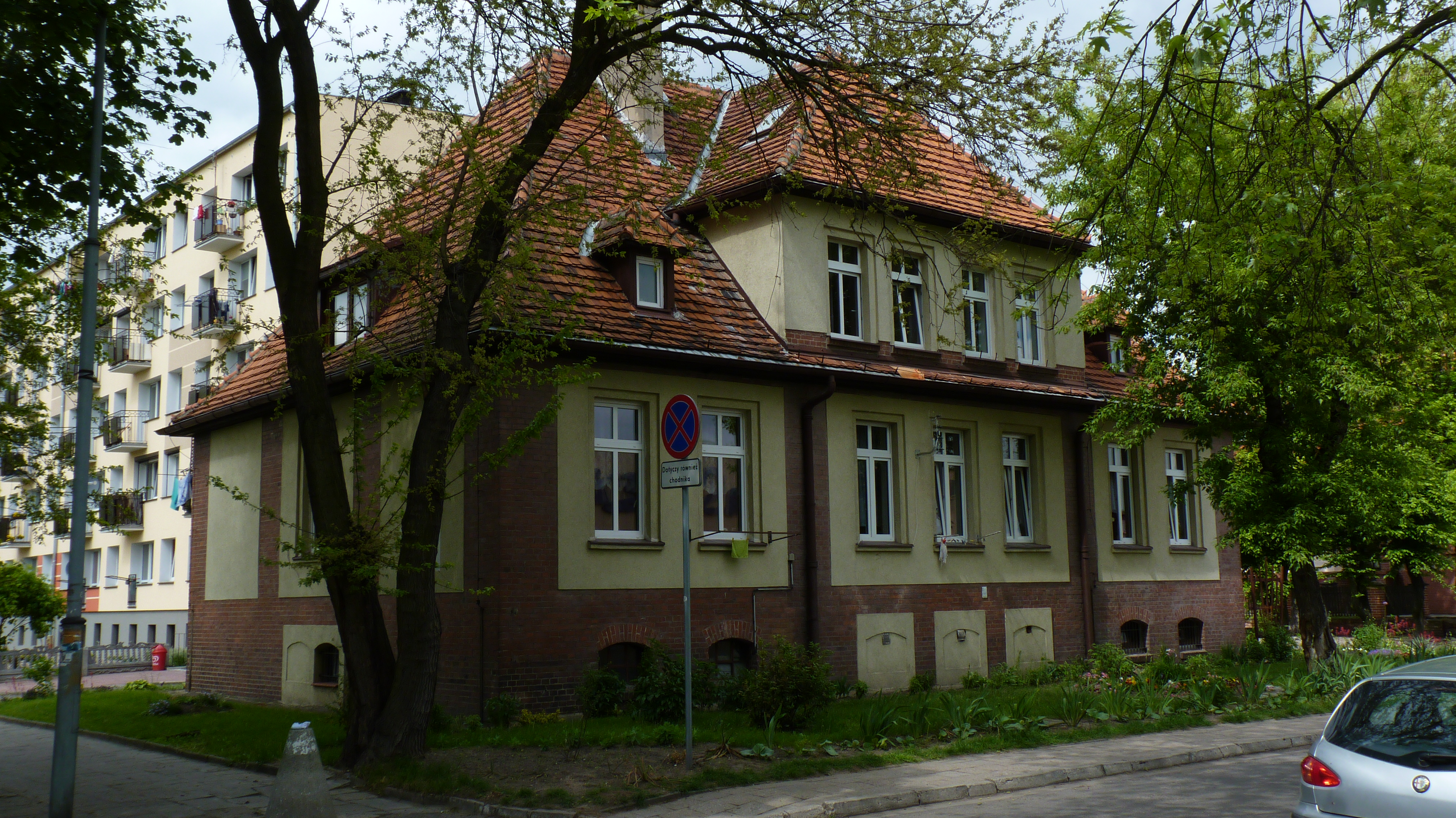
Budynek dawnych koszar
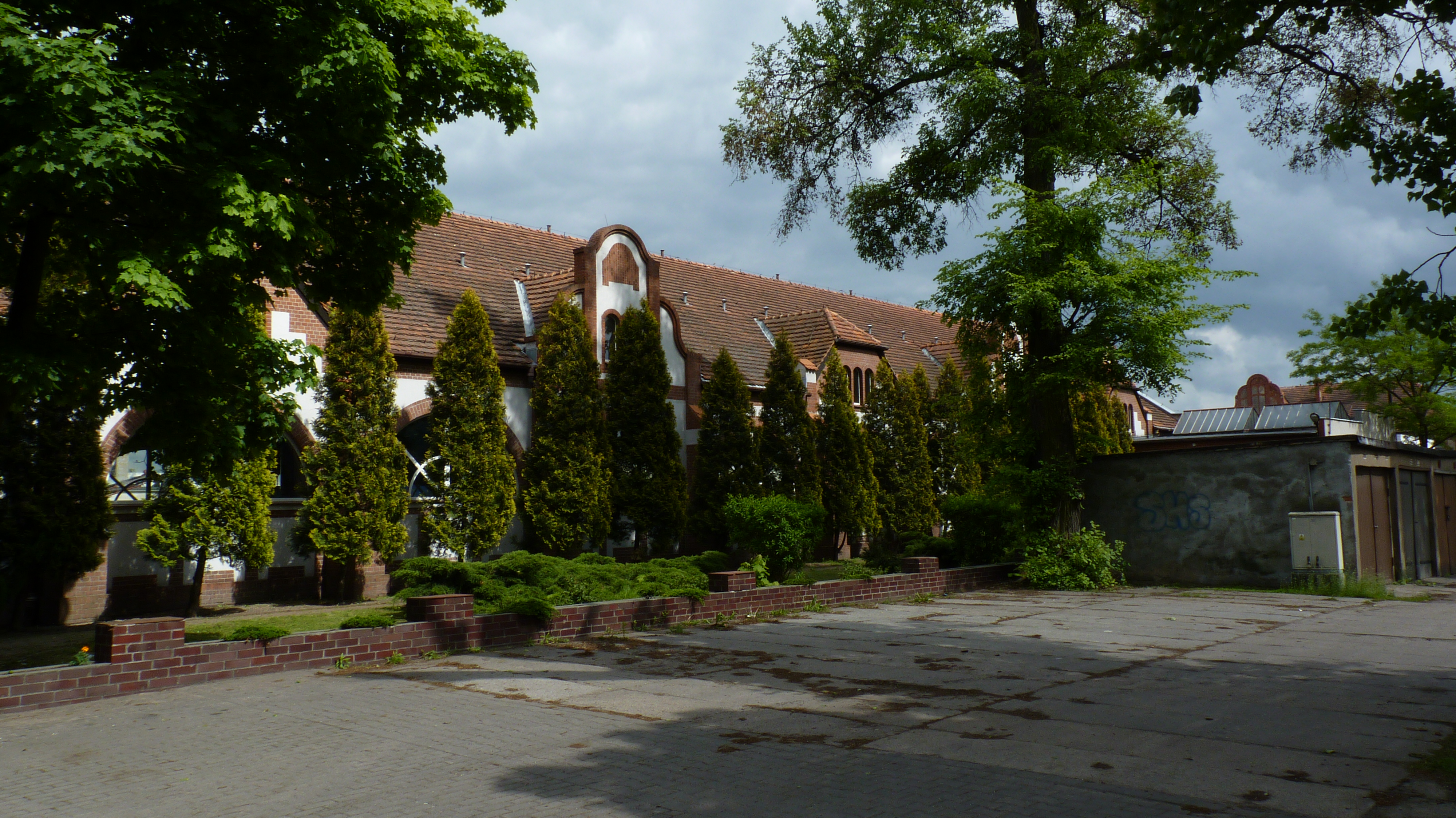
Budynek dawnych koszar
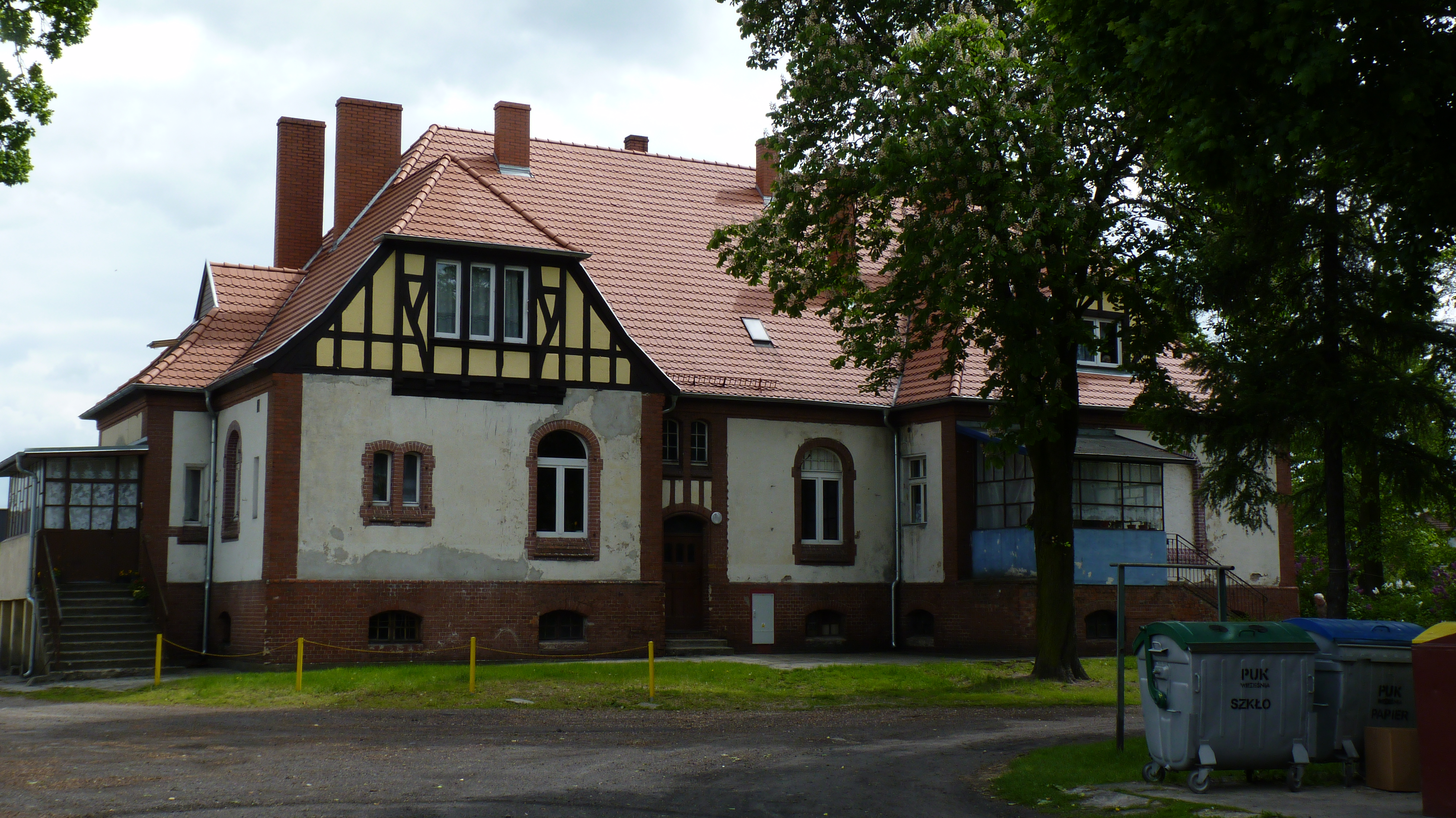
Budynek dawnych koszar
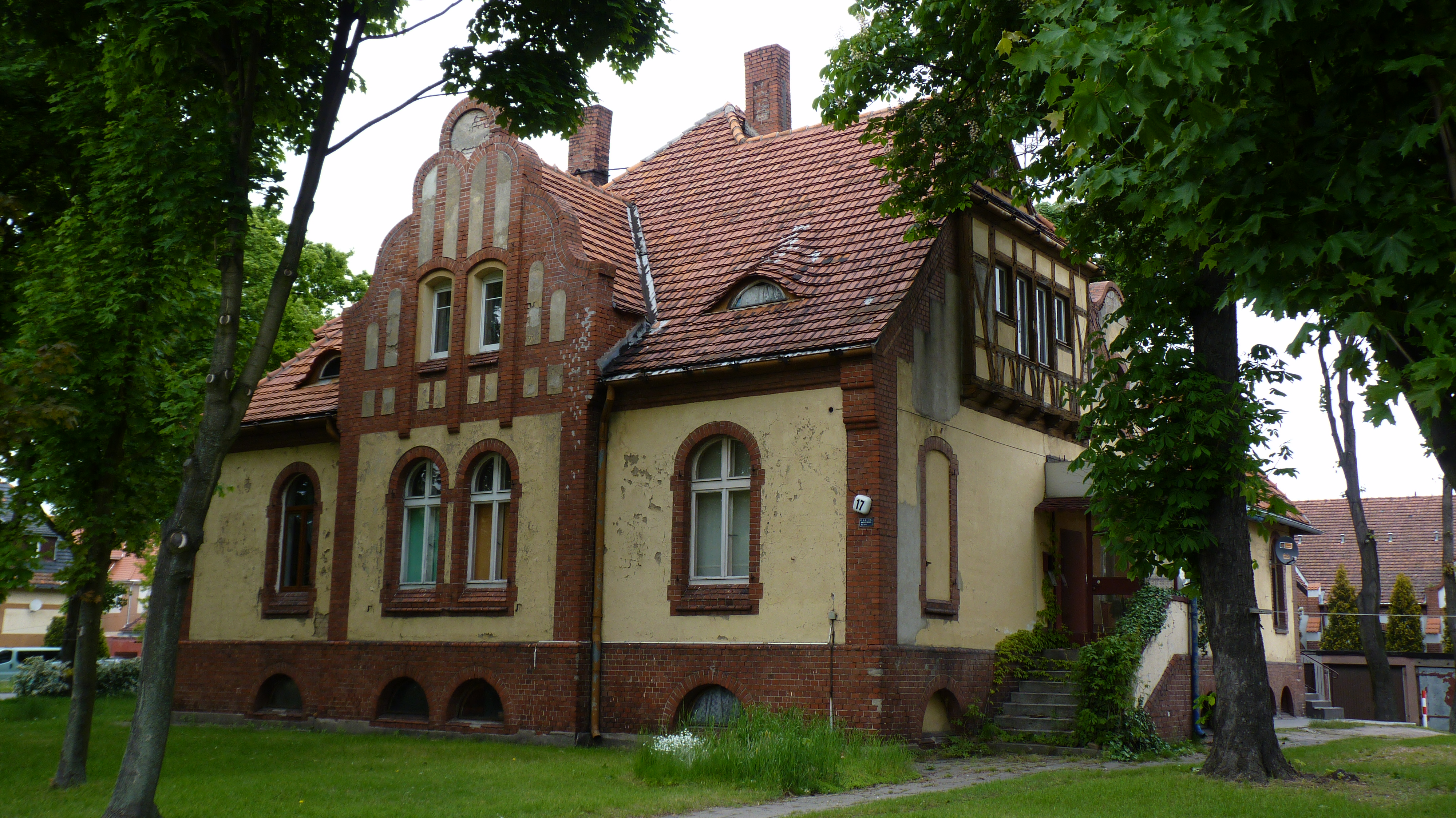
Budynek dawnych koszar
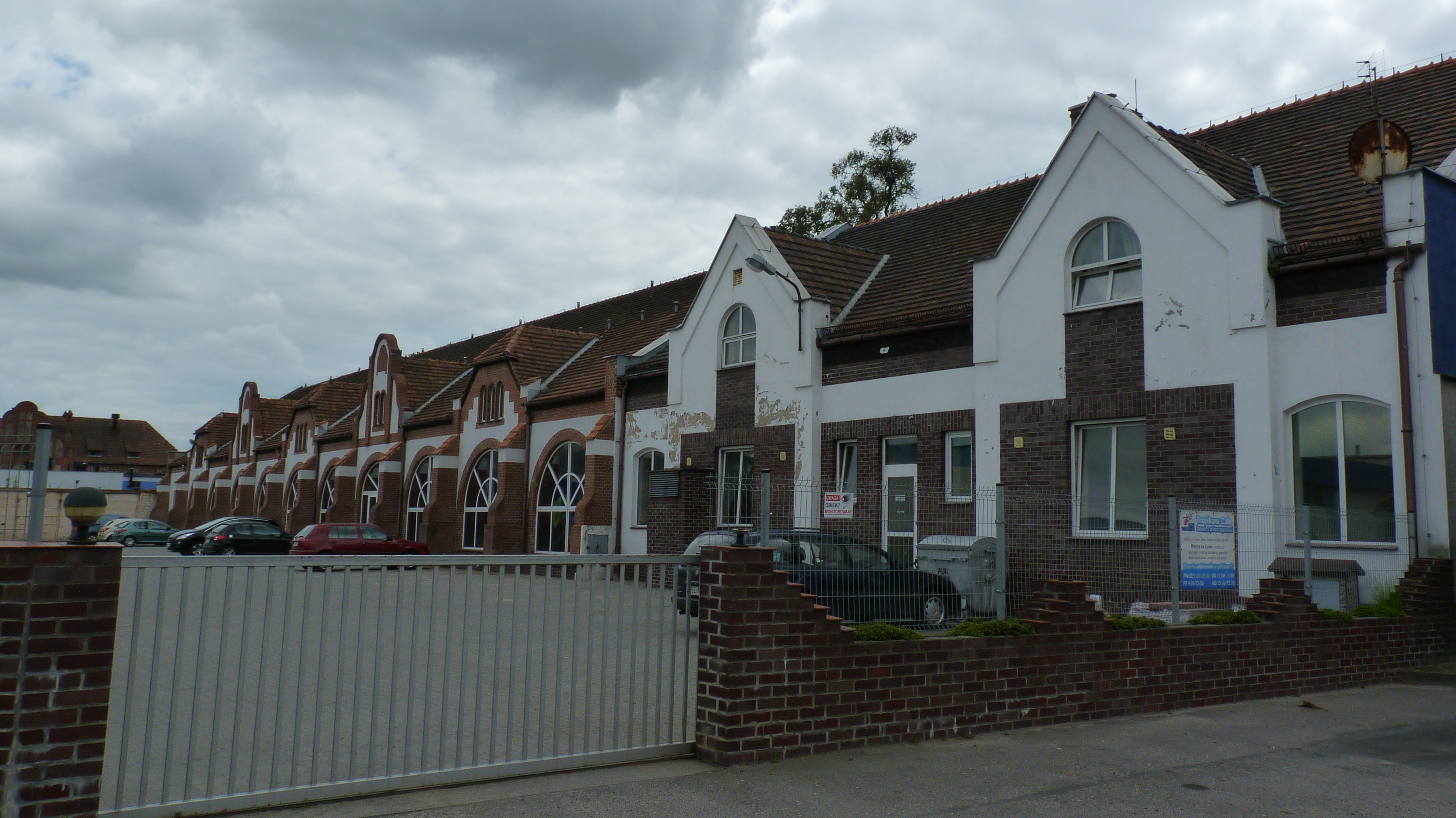
Budynek dawnej wozowni
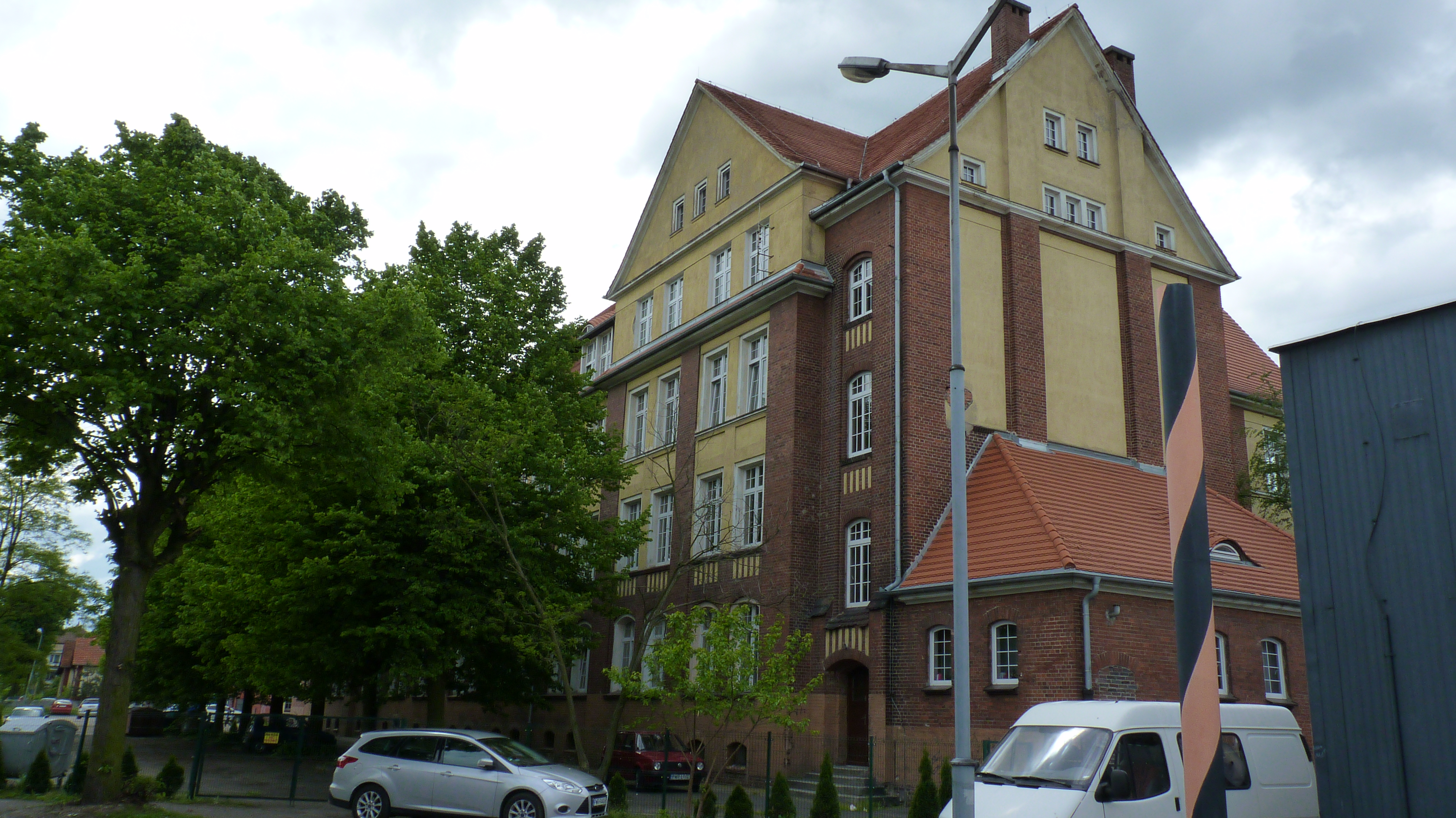
Budynek dawnych koszar
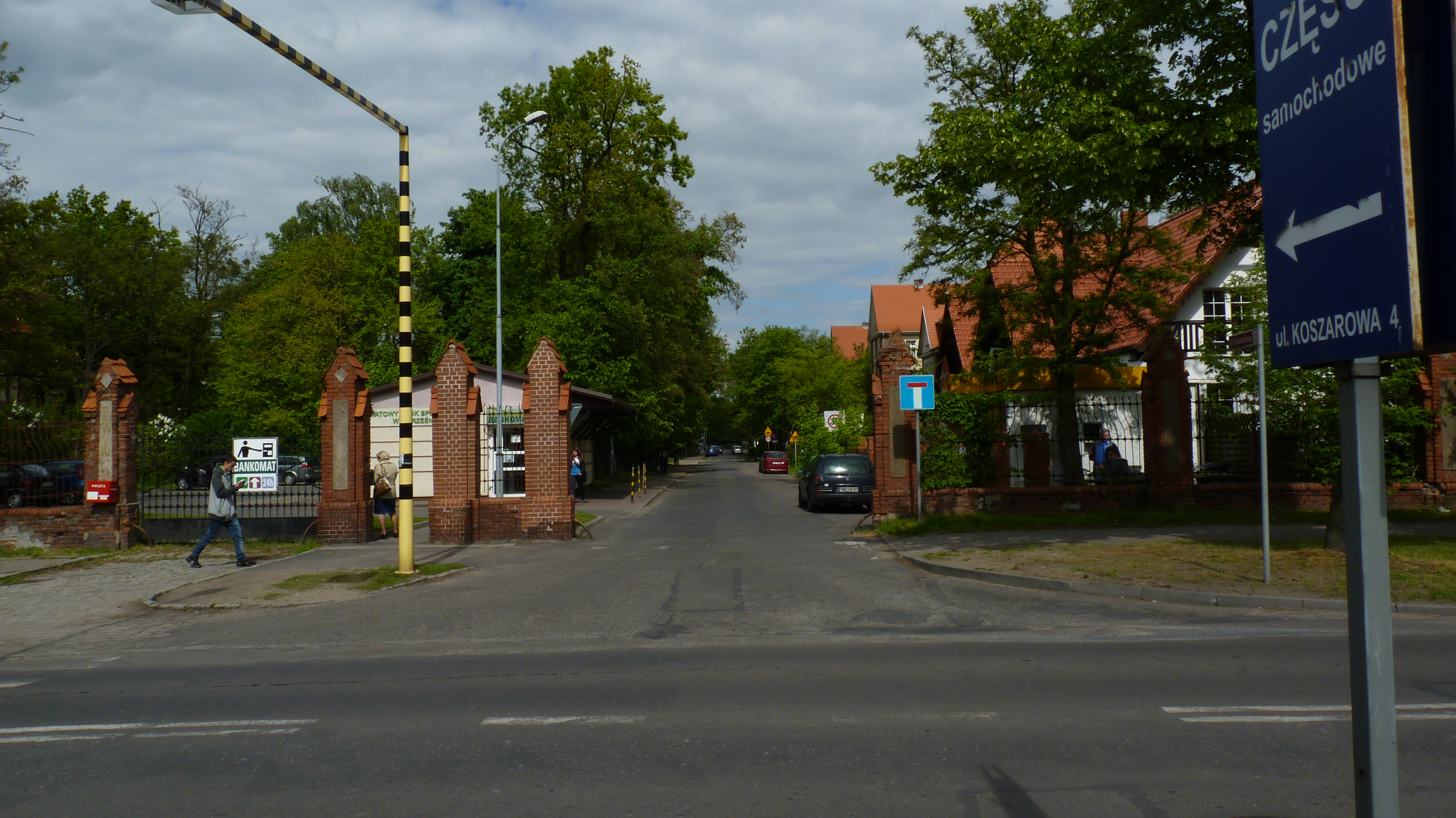
Ulica Koszarowa